# Australian Open 2019 - Doppio leggende maschile
Mansour Bahrami e Mark Philippoussis si sono aggiudicati il torneo battendo in finale Jonas Björkman e Thomas Johansson con il punteggio di 4–33, 4–2.

## Tabellone

### Legenda
| - Q = Qualificato - WC = Wild card - LL = Lucky loser | - ALT = Alternate - SE = Special Exempt - PR = Protected Ranking | - w/o = Walkover - r = Ritirato - d = Squalificato |

### Finale
|  | Finale |                                    |                                    |   |   |  |
|  |        |                                    |                                    |   |   |  |
|  | A3     | Jonas Björkman Thomas Johansson    | Jonas Björkman Thomas Johansson    | 3 | 2 |  |
|  | B4     | Mansour Bahrami Mark Philippoussis | Mansour Bahrami Mark Philippoussis | 4 | 4 |  |

### Gruppo Laver
|    |                                 | McEnroe         | Leconte Woodbridge | Björkman Johansson | Chang Eltingh | RR V-P | Set V-P | Game V-P | Posizione |
| A1 | John McEnroe Patrick McEnroe    |                 | 4–1, 4–32          | 34−4, 4−34, 4−2    | 4–31, 4–2     | 3−0    | 6−1     | 27−18    | 1         |
| A2 | Henri Leconte Todd Woodbridge   | 1–4, 32–4       |                    | 4–33, 2–4, 2–4     | 4–2, 2–4, 4–1 | 1–2    | 3–5     | 22–26    | 3         |
| A3 | Jonas Björkman Thomas Johansson | 4−34, 34−4, 2−4 | 3–4, 4–2, 4–2      |                    | 4−2, 4−34     | 2−1    | 5−3     | 28−24    | 2         |
| A4 | Michael Chang Jacco Eltingh     | 31–4, 2–4       | 2–4, 4–2, 1–4      | 2−4, 34−4          |               | 0–3    | 1–6     | 17–26    | 4         |

### Gruppo Rosewall
|    |                                    | Enqvist Wilander | Ferreira Ivanišević | Cash Woodforde | Bahrami Philippoussis | RR V-P | Set V-P | Game V-P | Posizione |
| B1 | Thomas Enqvist Mats Wilander       |                  | 4–34, 4–1           | 34–4, 4–1, 2–4 | 4−34, 1−4, 4−2        | 2−1    | 5−3     | 26−22    | 1         |
| B2 | Wayne Ferreira Goran Ivanišević    | 34–4, 1–4        |                     | 1−4, 4−1, 4−2  | 1–4, 4–2, 31–4        | 1−2    | 3−5     | 21−25    | 3         |
| B3 | Pat Cash Mark Woodforde            | 4–34, 1–4, 4–2   | 4−1, 1−4, 2−4       |                | 1–4, 33–4             | 1−2    | 3−5     | 20−26    | 4         |
| B4 | Mansour Bahrami Mark Philippoussis | 34−4, 4−1, 2−4   | 4–1, 2–4, 4–31      | 4–1, 4–33      |                       | 2−1    | 5−3     | 27−21    | 2         |